# Rugby a 15 nel 1970

## Celebrazioni
Nel 1970 si assistette ad un festeggiamento anticipato per il centenario della Rugby Football Union.
Si disputò infatti un incontro celebrativo tra una selezione anglo-gallese e una irlandese-scozzese.
| Arbitro: | C. Durand |

|                         |    |                     |
| Fielding Morris Spencer | mt | Arneil Brown Duggan |
| JPR Williams            | tr | Kiernan             |

### Nuova Zelanda Universitaria in Asia
| Hong Kong 25 febbraio 1970 | Hong Kong | 0 – 20 | Nuova Zelanda Universitaria |  |

| Tokyo 8 marzo 1970 | Giappone | 6 – 16 | Nuova Zelanda Universitaria | Prince Chichibu |

| Osaka 15 marzo 1970 | Giappone | 14 – 28 | Nuova Zelanda Universitaria | Hanazono |

| Tokyo 29 marzo 1970 | Giappone | 14 – 46 | Nuova Zelanda Universitaria | Prince Chichibu |

## Altri test

### Sudamerica
| Santiago del Cile 15 agosto 1970 | Cile XV | 11 – 11 | Rosario | Prince of Wales CC |

| Montevideo 26 settembre 1970 | Uruguay XV | 8 – 21 | Banco Nacion |  |

| Montevideo 27 settembre 1970 | Uruguay XV | 11 – 11 | Banco Nacion |  |

| Santiago del Cile 3 ottobre 1970 | Cile XV | 3 – 34 | Belgrano A.C. | Prince of Wales CC |

| San Paolo 3 ottobre 1970 | Brasile | 6 – 46 | San Isidro |  |

| San Paolo 4 ottobre 1970 | Brasile B | 3 – 56 | San Isidro |  |

| Asunción 1970 | Paraguay | 3 – 12 | Brasile |  |

### Asia-Nord America
| Tokyo 22 marzo 1970 | Giappone | 32 – 3 | Columbia Britannica | Chichibu |

### Europa
| Madrid 11 gennaio 1970 | Spagna | 6 – 58 | Francia XV | Stadio Complutense (4 000 spett.) |

| Waregem 1º maggio 1970 | Belgio | 3 – 53 | Ile de France B |  |

| Vänersborg (comune) 27 settembre 1970 | Svezia | 8 – 0 | Danimarca |  |

| Francoforte sul Meno 3 ottobre 1970 | Assia | 3 – 21 | Belgio |  |

| Sisak 18 ottobre 1970 | Jugoslavia | 19 – 15 | Polonia |  |

| 24 ottobre 1970 | Paesi Bassi | 3 – 29 | Germania Ovest |  |

| Londra 30 ottobre 1970 | Middlesex | 36 – 5 | Belgio |  |

| Bruxelles 11 novembre 1970 | Belgio | 3 – 19 | Fiandre |  |

| Heidelberg 21 novembre 1970 | Germania Ovest | 3 – 18 | Francia XV |  |

## La nazionale italiana
L'Italia conquista il terzo posto nella Coppa Europa grazie alla vittoria a Praga.
Si reca addirittura tre volte in Tour: la prima volta a marzo in Polonia (match non ufficiali), poi a maggio in Madagascar ed infine per due match contro club inglesi.

## I Barbarians
| Londra 31 gennaio 1970 | Sudafrica | 21 – 12 | Barbarians | Twickenham |

| Northampton 5 marzo 1970 | East Midlands | 22 – 26 | Barbarians |  |

| Penarth 27 marzo 1970 | Penarth | 6 – 42 | Barbarians |  |

| Cardiff 28 marzo 1970 | Cardiff RFC | 28 – 30 | Barbarians | Arms Park |

| Newport 31 marzo 1970 | Newport | 3 – 22 | Barbarians | Rodney Parade |

| Swansea marzo 1970 | Swansea | 8 – 24 | Barbarians | Saint Helen's |

| Edimburgo 9 maggio 1970 | Scozia XV | 17 – 33 | Barbarians | Murrayfield |

| Dublino 26 settembre 1970 | Wanderers | 9 – 30 | Barbarians |  |

Infine il tradizionale incontro del Boxing Day a Leicester
| Leicester 26 dicembre 1970 | Leicester | 6 – 18 | Barbarians | Welford Road |

## Campionati nazionali
| Sudafrica            | Currie Cup              | Griquas                |
| Nuovo Galles del Sud | Shute Shield            | Sydney University      |
| Argentina            | Torneo URBA             | C.U.B.A. San Isidro    |
|                      | Argentino               | Buenos Aires           |
| Francia              | Campionato 1969-70      | La Voulte              |
| Inghilterra          | Campionato delle Contee | Staffordshire          |
| Irlanda              | Interprovinciale        | Ulster                 |
| Italia               | Campionato 1969-70      | Petrarca               |
| Romania              | Campionato              | Grivitzia Rosie        |
| Portogallo           | Coppa                   | Benfica                |
| Spagna               | Campionato              | Atletico San Sebastian |
|                      | Copa del Rey            | Real Canoe             |
| Canada               | Interprovinciale        | British Columbia       |
| Brasile              | Campionato              | San Paolo Barbarians   |
| Unione Sovietica     | Campionato              | FIli                   |